# Roos Sterckx
Roos Sterckx is een personage uit de VTM-televisieserie Familie. Het personage werd van 2010 tot 2013 gespeeld door Heidi De Grauwe. In 2014 kwam het personage voor enkele maanden terug.

## Overzicht
Roos is van opleiding verpleegster en werkte tijdlang met Mieke Van den Bossche en Linda Desmedt op de spoeddienst van het ziekenhuis. Ze gaf die job al snel op omwille van de onregelmatige uren. Toch lijkt gewoon kantoorwerk niets voor haar en aldus klopt ze aan bij de Jan & Alleman, waar ze solliciteert om een job als dienster. Zowel Maarten Van den Bossche als Niko Schuurmans vinden Roos een uiterst knappe verschijning en ze proberen beiden haar meermaals te versieren. Aanvankelijk lijkt Niko de bovenhand te halen, totdat ze na lang aandringen van Maarten haar knipperlichtrelatie met Niko opgeeft voor een vaste relatie met Maarten.
Na een ruzie met Jan besluiten Maarten en Roos niet langer voor hem te werken, maar een eigen zaak uit de grond te stampen. Ze starten met hun eigen traiteurdienst Roos Crevette. Al snel blijkt dat hun onderneming allesbehalve winstgevend is, wat Roos ertoe brengt te gaan bijklussen in een dancing. Maarten komt er alleen voor te staan en moet al snel de boeken sluiten. Intussen raakt Roos zichtbaar oververmoeid en laat ze zich door een collega verleiden tot het slikken van peppillen. Ze ontwikkelt een zware verslaving die ze na verloop van tijd nog moeilijk kan verbergen. Uiteindelijk kunnen haar vrienden haar ervan overtuigen ontslag te nemen en raakt ze van de drugs verlost.
Maarten en Roos willen een nieuwe zaak starten, maar beschikken niet over het nodige kapitaal. Wanneer blijkt dat de Van den Bossches hun bedrijven zullen samenvoegen in een grote holding, lanceert Maarten het voorstel om ook een restaurant in het gebouw onder te brengen. Ze krijgen groen licht en aldus opent het koppel haar restaurant: de KomEet. Roos fungeert als maître, maar laat enkele belangrijke steken vallen, met een slechte recensie tot gevolg. De familie ziet zich genoodzaakt haar te degraderen tot serveuze, maar daar is ze niet over te spreken. Ze draait weer bij wanneer blijkt dat dankzij hun nieuwe maître Jana Pleysier de zaken plotseling veel beter gaan. Roos en Jana worden trouwens beste vriendinnen.
Maarten vraagt Roos ten huwelijk, maar omwille van hun drukke bezigheden in de KomEet beslissen ze om de festiviteiten een tijdje uit te stellen. Plotseling komt er een einde aan hun golf van geluk, wanneer de VDB Holding in financiële moeilijkheden raakt en besloten wordt dat de KomEet moet verdwijnen. Maarten krijgt wel de kans om mee te stappen in het opvolgend project, een keten van bio-foodbars, maar weigert. Hij wil zich bezinnen over zijn toekomst en vertrekt samen met Roos op wereldreis.
Na een heuse reis besluiten Maarten en Roos terug te keren naar België, maar ze besluiten om eerst nog een tussenstap te maken in Pakistan om er een berg te beklimmen samen met een groep buitenlandse toeristen maar op weg naar de berg wordt de bus tegengehouden en worden ze ontvoerd door terroristen, Maarten slaagt erin om te ontsnappen maar Roos blijft in handen van de terroristen. 
Na verloop van tijd nemen de terroristen contact op met Maarten. 
Zo zien we dat Roos in België is maar wel nog steeds in handen van de terroristen.
Tijdens een ontsnappingspoging wordt Roos neergeschoten. Enkele dagen later vindt een inval plaats in de schuilplaats van de terroristen. Hierbij vindt men het levenloze lichaam van Roos in een diepvries.
Om de activiteiten van de terroristengroep in België verborgen te houden, wordt haar officiële plaats van overleden Pakistan.